# بات سمولين
باتريك جوزيف سمولين (بالإنجليزية: Pat Smullen)‏ (22 مايو 1977 - 15 سبتمبر 2020) ، كان فارسًا أيرلنديًا، لقد فاز بات بلقب الفارس بطل السباقات المسطحة الأيرلندي تسع مرات. توفي سمولين في تاريخ 15 سبتمبر 2020 ، بعد معانته من سرطان البنكرياس.

## انتصارات مهمة
أيرلندا
- 1000 غينيا الأيرلندية - (2) - وقت الليل (2006) ، بيتراه (2010)
- الدربي الأيرلندي - (2) - السنونو الرمادي (2004) ، هارزارد (2016)
- البلوط الايرلندي - (1) - الحب الخفي (2015)
- الايرلندي القديس ليجير - (4) - فيني رو (2001 ، 2002 ، 2003 ، 2004)
- حصص الرعاة - (2) - اللباس للإثارة (2002) ، ايميولوس (2011)
- حصص مويجلر - (1) - تاراسكون (1997)
- الرهانات الوطنية - (1) - رفض الانحناء (2002)
- حصص بولي الجميلة - (1) - أبيض صيني (2010)
- كأس تاترسولس الذهبية - (3) - السنونو الرمادي (2005) ، الغزو العادي (2009) ، الصخرة المدهشة (2016)

 فرنسا
- جائزة لونغتشامب أبي - (1) - بينباون (2007)
- جائزة الأوبيرا - (1) - الحب الخفي (2015)
- جائزة البلوط الملكي - (1) - فيني رو (2001)

 بريطانيا العظمى
- دربي إبسوم - (1) - هارزاند (2016)
- 2000 غينيا - (1) - رفض الانحناء (2003)
- كأس أسكوت الذهبي - (1) - طقوس العبور (2010)
- حصص البطل - (1) - الصخرة المدهشة (2015)
- حصص أمير ويلز - (1) - النسر الحر (2015)
- لعبة حصص عربة الشمس - (1) - اللباس للإثارة (2002)

 الولايات المتحدة
- ماراثون كأس المربيين - (1) - مهناك (2008)
- ماتريارك ستيكس - (1) - لباس للإثارة (2002)